# 법조브로커
법조브로커(Law broker)는 변호사, 법무사의 법률 서비스 업무에 대해 중개를 해 주는 알선업자를 말한다.

## 각국현황

### 호주
영미법계인 호주와 뉴질랜드에서는 비법률가의 법조브로커가 합법이다. 의뢰인을 도와서 적합한 변호사를 찾아주는 전문가이다. 법조브로커는 의뢰인의 사건이나 법률 쟁점을 분석하여, 의뢰인에게 적합한 변호사에게 소개한다. 변호사의 경험수준, 승소율, 명성, 서비스 품질 등을 고려한다. 법조브로커는 종종 법률분야 출판물, 판례를 검토하거나 전문적인 네트워크의 도움을 받기도 한다. 호주의 법무사(solicitor)인 유리 래포포트 박사는 세계 최초의 법조브로커펌인 "Prime Law Brokers"를 1996년에 설립했다. 대부분의 경우, 법조브로커는 의뢰인으로부터 보수를 받지 않고, 소개해 준 변호사로부터 보수를 받는다.

### 대한민국
한국에서는 변호사와 법무사만이 법률사무에 대한 알선, 중개를 유료로 할 수 있고, 비법률가의 알선 중개는 변호사법 위반으로 형사처벌된다.
그러나 한국의 로펌들은 전직 고위관료들인 비법률가들을 로펌의 상임, 비상임 고문으로 채용해 법률 서비스업에 대한 알선과 중개를 하고 있으며, 이는 법무부로부터 합법이라고 인정받았다. 변호사법 위반이라는 비판이 있다. 즉, 한국에서는 로펌의 고문으로 채용되면 일반인도 법조브로커 영업을 할 수 있으나, 그렇지 않은 경우에는 구속된다.
변호사법은 불법 법조브로커가 활개친다는 이유로 패럴리걸의 숫자를 제한했다. 70년대에는 변호사는 2명까지만 패럴리걸을 채용할 수 있었다. 최근에는 4명까지 허용되었다. 2008년 변호사법은 패럴리걸 인원수 제한을 철폐했다. 즉, 대한변협 회칙으로 인원수를 제한할 수 있도록 하는 위임조항인 변호사법 제22조 제3항을 삭제했다. 이에, 2009년 대한변협도 4명까지 가능하다는 회칙을 폐지했다.
사무직원수 제한규정의 폐지이유는, 패럴리걸 인원수 제한이 법조브로커 억제에 아무런 실효성이 없고, 오히려 로펌 대형화를 막아, 국제경쟁력을 잃게 한다는 비판 때문이었다. 따라서 현재는 개인 변호사 사무실이나 로펌이 대학생이나 전직경찰 등 다양한 정규직 비정규직 사무직원들을 많이 채용해서, 사건을 수임해 오도록 할 수 있다.
그러나 법무사규칙은 2014년에도 패럴리걸 숫자를 5인으로 제한하고 있다. 1996년 헌법소원 사건에서, 헌법재판소는 법무사법시행규칙 제35조 제4항의 사무직원 5인 제한이 합헌이라고 판시했다. 그러나 로펌의 실무에 비추어 보면, 법무사법인이 비법률가를 사무직원이 아니라 고문으로 채용하면, 합법적으로 중개 알선 영업을 할 수 있다.
한국에서는 변호사 사무실, 법무사 사무실, 법무법인, 법무사법인에 3가지의 사무직원이 존재한다. 고문, 사무장이라고 불리는 패럴리걸, 경리라고 불리는 단순업무비서. 고문은 사무직원이 아니었으나, 2004년 변협 개정안에서 포함되었다. 미국, 한국 등 대부분의 나라에서, 일반인은 유료 법률사무를 수임할 수는 없으나, 변호사 사무직원은 홍보나 사건수임을 적극적으로 현장을 돌아다니면서 할 수 있다.

### 캐나다
캐나다는 캐나다 변호사 협회가 변호사 중개 서비스를 일반인들에게 해주고 있다.

## 수수료
합법인 국가에서도, 법조브로커는 고객으로부터 직접 중개수수료를 받지는 못하고, 변호사로부터 사례비를 받는다.